# Bötzow
Bötzow est un quartier de la municipalité allemande d'Oberkrämer, dans le Brandebourg, qui compte 2 912 habitants.

## Armoiries
Les armoiries de Bötzow sont définies comme suit :

« Divisé obliquement à gauche par l'argent sur le bleu en coupe ondulée. Au-dessus d'une feuille de marronnier vert, en dessous d'un cygne argenté volant. »